# Conan il barbaro
Conan il barbaro è un personaggio letterario inventato dallo scrittore heroic fantasy Robert Ervin Howard. È conosciuto anche come Conan il Cimmero (dal nome della patria d'origine del personaggio, la Cimmeria).

## Storia editoriale
Il personaggio esordì nel racconto La fenice sulla lama pubblicato nel 1932 sulla rivista pulp Weird Tales. Howard stava già collaborando con la rivista da diversi anni. La serie che aveva più impressionato e che gli aveva dato non solo il successo e la notorietà presso i lettori della rivista, ma anche presso gli altri collaboratori della stessa fu quella incentrata intorno all'eroe puritano Solomon Kane (proprio grazie a questi racconti iniziò il suo rapporto d'amicizia con Lovecraft, che sfociò in un fitto scambio epistolare intorno al 1930).

## Personaggio
(Robert E. Howard, Oltre il fiume nero)

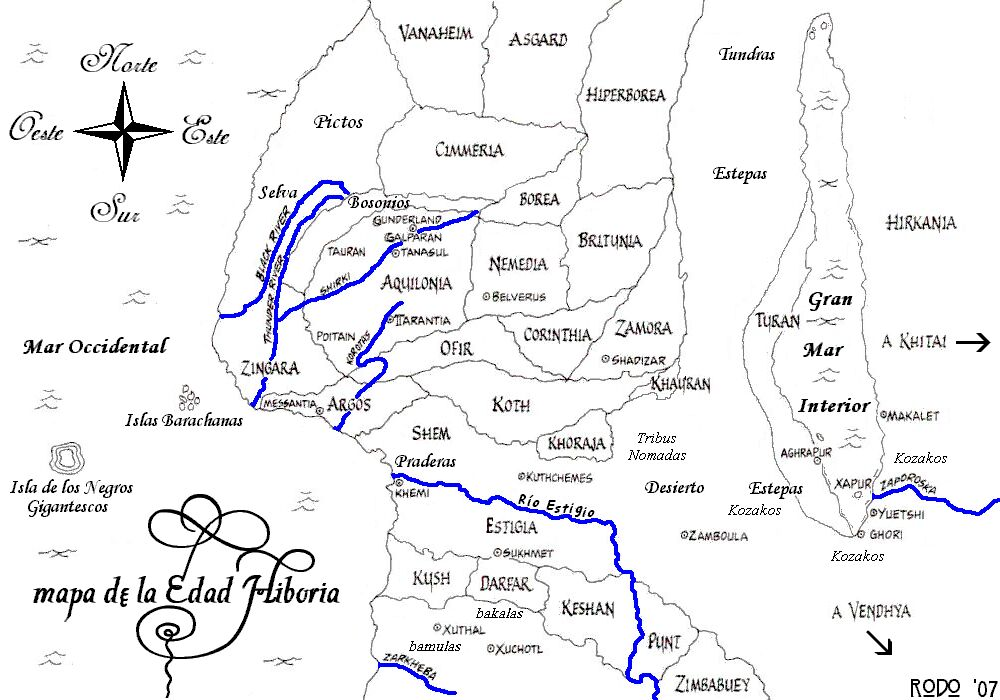
Mappa dell'Era hyboriana

Il personaggio è un eroe dalla muscolatura imponente, ma al tempo stesso agile e furbo, pronto a capire quando è il caso di fuggire e quando vale la pena rischiare la propria vita. Un modo di pensare certamente molto mercenario, ma tra i suoi aspetti Conan non nascondeva certo quei tratti di nobiltà che lo rendevano decisamente migliore di molti dei personaggi di contorno con cui interagiva di volta in volta. Conan, che altro non è se non una evoluzione del precedente personaggio di Howard, Kull di Valusia, era un «barbaro», proveniente dalla Cimmeria e spesso stentava a comprendere non tanto la civiltà, quanto l'uomo civilizzato. Howard, attraverso Conan o altri personaggi di contorno, infatti, trovava sempre l'occasione per criticare il genere umano, tanto avvezzo alle comodità, quanto alle azioni subdole, sempre pronto ad ottenere il proprio vantaggio, anche a costo della vita di qualcun altro. E proprio in contrasto con questo atteggiamento, Conan spicca soprattutto per nobiltà nel portamento e nelle azioni: nonostante i suoi mestieri siano stati quelli di ladro, mercenario, pirata, non rinunciava ad aiutare una persona in difficoltà (soprattutto se era una bella donna), indipendentemente dal possibile guadagno.
In questo senso Conan era quindi un «barbaro»: il suo agire limpido, nobile e sincero di fronte alle persone più umili era decisamente estraneo all'atteggiamento solito della gente civilizzata, che egli ripagava sempre con rapine e raggiri, perché altro non meritavano queste «molli» (nell'agire e nel pensare) «genti civilizzate».
Nato in Cimmeria nel corso di una battaglia durante l'Era hyboriana, un'epoca preistorica successiva alla caduta della civiltà atlantidea, spazzata via da un terribile cataclisma marino che la distrusse, Conan inizia a viaggiare sin dall'adolescenza, passata nei monti del suo paese a guerreggiare e cacciare.
Conan è sin dai suoi quindici anni d'età un combattente rispettato, abile con qualsiasi arma da taglio e partecipa ad importanti battaglie. Figlio di un fabbro, cresce nelle rudi terre della Cimmeria a causa della fuga del nonno, che doveva sfuggire ad una faida di sangue: il giorno in cui diviene "guerriero" spezza il collo ad un toro nel corso della cerimonia che, ponendo fine alla sua adolescenza, lo definisce come un adulto su cui la sua tribù avrebbe potuto far conto. Di lì a poco partecipa al sacco di Venarium, un avamposto che il vicino impero di Aquilonia aveva eretto sul suolo cimmero: le tribù cimmere riunite distruggono completamente la fortezza. Questa battaglia segna profondamente l'animo di Conan: infatti, gli Aquiloniani, sebbene sconfitti, gli fanno intravedere la gloria del loro impero, destando in lui il desiderio di viaggiare e di vedere i grandi regni del Sud.
Spintosi quindi a Zamora, la sua prima impresa nota è una sortita all'interno della mitica «Torre dell'Elefante», una torre magica nel cuore del Maul (un quartiere malfamato di Shadizar) al cui interno Yara il sacerdote nasconde un essere venuto dalle stelle, con la testa di elefante, e che tortura affinché gli conceda poteri e conoscenze che mai avrebbe ottenuto da solo.
Già da questo inizio risulta evidente come la letteratura dell'orrore di Lovecraft (in particolare il suo Ciclo di Cthulhu) abbia profondamente influito sullo stile di Howard. Con il passare degli anni, infatti, Conan si troverà ad affrontare stregoni malvagi, mostri maligni, orrori che non ci vengono descritti, ma tutti con una caratteristica, un punto debole: sono tangibili, e quindi Conan può colpirli e ucciderli con la sua spada.
Dallo spirito irrequieto e vagabondo, gli capita diverse volte l'occasione di potersi fermare in un posto ed ottenere il dominio su un piccolo regno grazie ai favori che le sovrane del luogo sono disposte a concedergli (vedi, ad esempio, Nascerà una strega), ma proprio il suo innato spirito vagabondo lo fa sempre desistere ed allontanarsi dal richiamo della civiltà. Giunto, però, intorno ai quarantacinque anni d'età, gli capita incredibilmente l'occasione di sedere sul trono di Aquilonia. Re Numedide, al servizio del quale (come generale) aveva riportato numerose vittorie, temendone la crescente popolarità, lo richiama e lo fa incarcerare con un pretesto. Sfuggito, vagabonda per un certo periodo fino a che, dopo molte peripezie, mette le mani sul tesoro di Tranicos che poi utilizza per finanziare la sua ascesa al trono. In Aquilonia intanto si prepara una rivoluzione e alcuni vecchi commilitoni di Conan gli propongono di parteciparvi e di divenire il monarca. Questa volta coglie l'occasione e dopo aver strangolato Numedide davanti al suo trono si impadronisce della corona.
I racconti di Conan (perlomeno quelli originali di Howard) terminano con una lunga ed estenuante battaglia contro un terribile mago risorto e quasi imbattibile che avanza contro Aquilonia dal regno confinante di Nemedia per conquistarla. Sconfitto dalla magia, Conan viene imprigionato dallo stregone e dato per morto (anche agli stessi complici del mago). Al suo posto diviene re Valerio, appartenente alla vecchia dinastia e parte del complotto. Con l'aiuto di Zenobia, una ragazza del serraglio del re di Nemedia che lo aveva intravisto mentre veniva portato di nascosto a palazzo dopo la sconfitta, Conan fugge e dà battaglia sino a sconfiggere e scacciare dalla sua terra i Nemediani ed a riprendere la corona. Come riscatto per la vita del re di Nemedia chiese ed ottiene Zenobia, che diviene regina al suo fianco sul trono del più potente regno dell'Ovest, per regnare per molti decenni ancora. Di quel periodo, relativamente tranquillo, si sa ben poco (gli scritti completi di Howard, infatti, si fermano qui), così come poco si sa anche della sua morte. È anche incerta la notizia dei suoi molti figli, il più valoroso dei quali, Conn, non è mai riuscito a raggiungere il padre per gloria e coraggio nelle imprese.

## Il ciclo

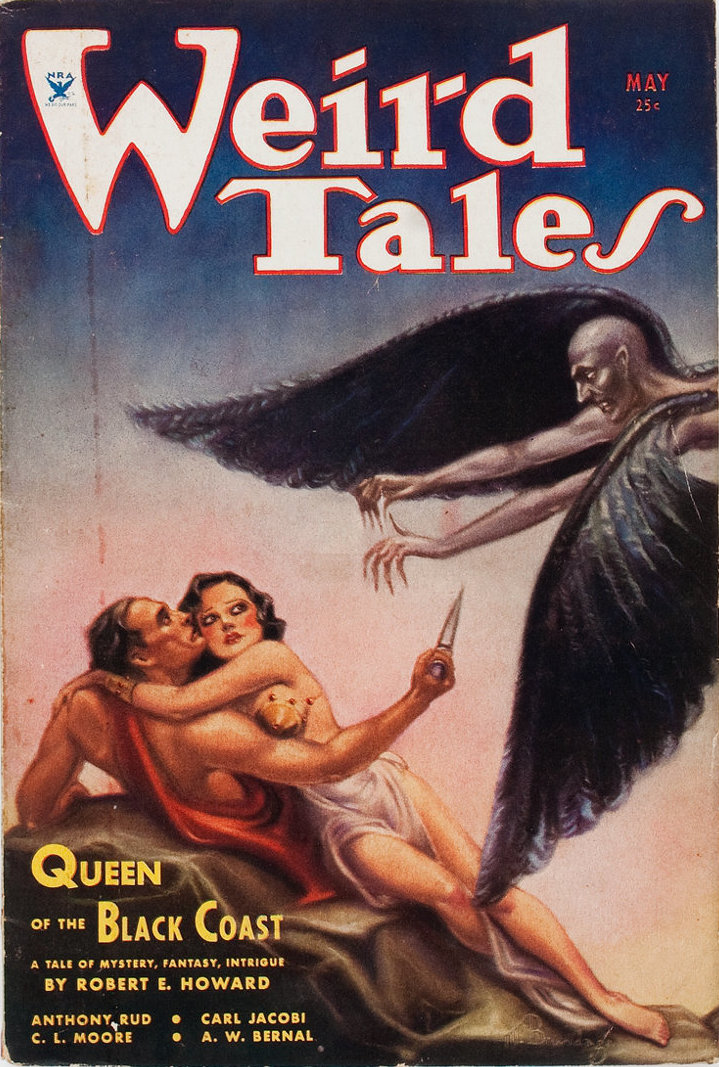
Copertina di Weird Tales, maggio 1934, che illustra La regina della Costa Nera (Queen of the Black Coast)

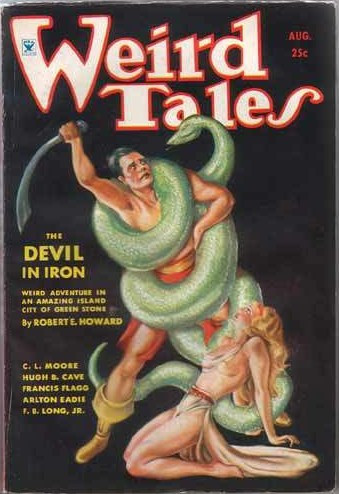
Copertina di Weird Tales, agosto 1934, che illustra Il diavolo di ferro (The Devil in Iron)

Originariamente Howard pubblicò una serie di racconti e un romanzo su Weird Tales tra il 1932 e il 1936 a cui si aggiungono quattro storie non accettate per la pubblicazione e altri quattro frammenti di storie rimaste incomplete. Tra il 1950 e il 1952 il materiale di Howard fu pubblicato in una serie di libri curati da L. Sprague de Camp, che li riorganizzò in modo da dare un ordine cronologico alle storie e aggiunge un romanzo scritto da Björn Nyberg (Conan il vendicatore). Una nuova edizione sempre a cura di de Camp viene pubblicata dalla Lancer Books tra il 1966 e il 1977, in questa sono aggiunti ulteriori racconti scritti da de Camp e Lin Carter. Questa serie viene poi ripubblicata ed espansa dalla Bntam Books.
I racconti nella forma originale scritta da Howard sono pubblicati per la prima nel 1977 in una serie curata da Karl Edward Wagner e pubblicata dalla Berkley Books. A partire dal 1982 Tor Books pubblica una lunga serie di nuovi romanzi scritti da diversi autori, tra cui Robert Jordan, Steve Perry, John Maddox Roberts e Harry Turtledove, altri nuovi romanzi, ambientati nell'era hyboriana ma non con Conan protagonista, sono pubblicati dalla Funcom editrice del videogioco Age of Conan: Hyborian Adventures.
In Italia i principali editori dei racconti di Conan sono stati l'Editrice Nord, che ha pubblicato la traduzione della serie di libri della Lancer Books, la Newton Compton che ha pubblicato nel 2011 una raccolta completa delle storie di Howard come modificate da de Camp e Arnoldo Mondadori Editore che ha pubblicato il ciclo della Bantam e nel 2016 pubblica una raccolta completa delle storie di Conan come scritte da Howard in una nuova traduzione a cura di Giuseppe Lippi.

### Racconti pubblicati su Weird Tales
Il ciclo di Conan si compone di diciassette racconti e un romanzo, narrati da Robert E. Howard dal 1932 al 1936:
1. La fenice sulla lama (The Phoenix on the Sword, dicembre 1932)
2. La cittadella scarlatta (The Scarlet Citadel, gennaio 1933)
3. La torre dell'elefante (The Tower of the Elephant, marzo 1933)
4. Colosso nero (Black Colossus, giugno 1933)
5. L'ombra che scivola (Xuthal of the Dusk, altrimenti conosciuto con il titolo The Slithering Shadow, settembre 1933)
6. Lo stagno dei neri (The Pool of the Black One, ottobre 1933)
7. Gli intrusi a palazzo (Rogues in the House, gennaio 1934)
8. Ombre al chiaro di luna (Iron Shadows in the Moon, altrimenti conosciuto con il titolo Shadows in the Moonlight, aprile 1934)
9. La regina della Costa Nera (Queen of the Black Coast, maggio 1934)
10. Il diavolo di ferro (The Devil in Iron, Weird Tales, agosto 1934)
11. Gli accoliti del cerchio nero (The People of the Black Circle, settembre-ottobre-novembre 1934)
12. Nascerà una strega (A Witch Shall Be Born, dicembre 1934)
13. I gioielli di Gwahlur (Jewels of Gwahlur, altrimenti conosciuto con il titolo The Teeth of Gwahlur, marzo 1935)
14. Oltre il Fiume Nero (Beyond the Black River, maggio-giugno 1935)
15. Ombre a Zamboula (Man-Eaters of Zamboula, altrimenti conosciuto con il titolo Shadows in Zamboula, novembre 1935)
16. L'ora del dragone (The Hour of the Dragon, a puntate dicembre 1935-gennaio-febbraio-marzo-aprile 1936) - Noto anche come Conan the Conqueror (è l'unico romanzo)
17. Chiodi rossi (Red Nails, luglio-agosto-settembre-ottobre 1936)

### Postume/incomplete
Il ciclo di Conan postumo consta di quattro storie, di cui una scritta di suo pugno da Howard. Le altre storie seguono quanto ha stabilito Lyon Sprague de Camp:
1. La figlia del gigante dei ghiacci (The Frost Giant's Daughter, altrimenti conosciuto con il titolo Gods of the North, Fantasy Fan, marzo 1934)
2. Il Dio nell'urna (The God in the Bowl, Space Science Fiction, settembre 1952)
3. Il tesoro di Tranicos (The Treasure of Tranicos, altrimenti conosciuto con il titolo The Black Stranger, Fantasy Magazine, marzo 1953;, nel volume Conan the Usurper della Lancer Books, 1967)
4. La valle delle donne perdute (The Vale of Lost Women, altrimenti conosciuto con il titolo The Valley of Lost Women, Magazine of Horror, aprile 1967)

Esistono inoltre quattro storie incomplete:
1. I tamburi di Tombalku (Drums of Tombalku, frammento, 1966)
2. Il Palazzo dei morti (The Hall of the Dead, sinossi, nella raccolta Conan! della Lancer Books, 1968)
3. La mano di Nergal (The Hand of Nergal, frammento, 1967)
4. Il muso nel buio (The Snout in the Dark, frammento, 1969)

E tre ulteriori produzioni sempre collegate al mondo di Conan:
1. Lupi oltre la frontiera (Wolves Beyond the Border, frammento, 1967)
2. L'era Hyboriana (The Hyborian Age, un articolo scritto da Robert E. Howard, nel 1932 e pubblicato nel 2003)
3. Cimmeria (una poesia scritta da Robert E. Howard nel 1932 e pubblicata nel 2003)

## Apocrifi

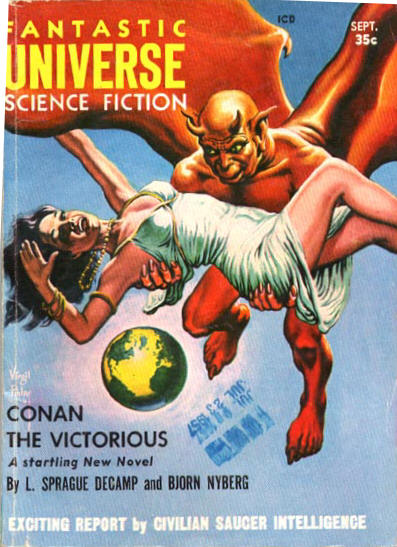

Altri autori hanno scritto romanzi e racconti incentrati sul personaggio ideato da Howard. Il ciclo originale è quello realizzato da Howard e comprendente tutto quello pubblicato mentre era ancora in vita o quelli completi e pubblicati postumi con il permesso del suo esecutore testamentario, Glenn Lord. Tra le carte di Howard, Lord ritrovò una serie di racconti e romanzi incompleti, soggetti o scalette appena abbozzate. Buona parte di questo materiale venne affidata per il completamento da Lord a una serie di scrittori come Björn Nyberg, Lyon Sprague de Camp, Lin Carter, Karl Edward Wagner, John Maddox Roberts, Andrew Offut, J.Ramsey Campbell, Poul Anderson, Richard A. Lupoff, Robert Jordan, Steve Perry, Leonard Carpenter, John C.Hocking. Spesso costoro, pur di avere un maggior successo di pubblico, affiancarono la loro firma a quella di Howard, ben sapendo, però, che in questi racconti ben poco c'era dello scrittore statunitense.
A partire dal 2022 la casa editrice Titan Books inizia a pubblicare nuovi romanzi dedicati a Conan:
- Conan: Blood of the Serpent di S. M. Stirling
- Conan: City of the Dead di John C. Hocking
- Conan: Cult of the Obsidian Moon di James Lovegrove
- Conan: Songs of the Slain di Tim Lebbon
- Conan: Spawn of the Serpent God di Tim Waggoner

Nel 2023 vara anche una collana di racconti brevi intitolata The Heroic Legends Series, all'interno della quale sono pubblicate anche storie con protagonisti altri personaggi di Howard.

## Influenza culturale
Esistono alcune parodie del personaggio, una delle quali realizzata da Terry Pratchett, Cohen il barbaro, uno dei personaggi del ciclo ambientato nel Mondo Disco. Si contano poi alcune apparizioni del personaggio Conan the Librarian (In italiano: "Conan il bibliotecario"), con due romanzi di Hadley Baxendale, mentre Cerebus, il personaggio di Dave Sim, nasce come una sorta di parodia di Conan. Sempre nell'ambito del fumetto il folletto Groo di Sergio Aragonés, è una parodia comica.
Una voce non confermata, ma molto diffusa in internet, vuole che He-Man, il personaggio principale della linea di giocattoli He-Man e i dominatori dell'universo, fosse inizialmente ideato per essere l'action figure del film Conan il barbaro del 1982. È da notare che la figura di Skeletor, l'avversario di He-Man, con il viso a forma di teschio, ricorda Thulsa Doom, un avversario di Kull di Valusia nei racconti di Howard, ma anche di Conan nei fumetti dedicati a quest'ultimo. Thulsa Doom veniva disegnato da John Buscema come un muscoloso negromante con il viso scheletrico dalle orbite infuocate.
Roger Sweet, uno dei creatori della linea di giocattoli, in un'intervista al sito he-man.org, ha tuttavia affermato che Thulsa Doom non era stata l'ispirazione di Skeletor e che per l'He-Man "barbarico" (uno dei prototipi proposti alla Marvel, poi divenuto base per l'He Man dei cartoni animati) si era effettivamente ispirato alle opere di Frank Frazetta, autore di diverse illustrazioni di Conan e di John Carter di Marte.
Nel gioco di ruolo Dungeons & Dragons, la classe del Barbaro è basata in buona parte sul personaggio di Conan il barbaro.

## Trasposizioni in altri media

Conan il barbaro interpretato da Jason Momoa nel film Conan the Barbarian

### Cinema
- Conan il barbaro (1982) diretto da John Milius, il personaggio è interpretato da Arnold Schwarzenegger;
- Conan il distruttore (1984) diretto da Richard Fleischer, sempre con Schwarzenegger protagonista;
- Conan the Barbarian (2011), diretto da Marcus Nispel, il personaggio è interpretato da Jason Momoa.

### Fumetti

Copertina di Conan il barbaro Collection n. 1, Panini Comics, disegni di John Buscema.

Roy Thomas avrebbe voluto acquistare i diritti di sfruttamento dei romanzi di Lin Carter con protagonista Thongor di Lemuria ma la richiesta dell'agente dell'autore fu giudicata troppo onerosa per i dirigenti Marvel che si videro costretti quindi a ripiegare sul più conveniente personaggio di Howard che venne pagato poche centinaia di dollari. Per una cifra irrisoria la Marvel si assicurò un'autentica gallina della uova d'oro visto che in brevissimo tempo il personaggio ebbe un successo senza precedenti, divenendo popolare come l'Uomo Ragno. Nell'ottobre 1970 esordì per la Marvel, la prima serie a fumetti dedicata al personaggio, Conan the Barbarian, che durerà 275 numeri fino al dicembre 1993; la prima storia, Conan il barbaro!, fu disegnata da Barry Windsor-Smith, che per anni legò il suo nome al personaggio; nella metà degli anni settanta John Buscema e Neal Adams, sempre su testi di Thomas che divennero molto più fedeli al personaggio, probabilmente anche grazie al fatto che lo scrittore iniziò a realizzare la riduzione a fumetti dei romanzi e racconti originali di Howard.
A questa testata ne sono seguite altre:
- Savage Tales (5 numeri dal maggio al luglio 1971);
- Savage Sword of Conan (235 numeri dall'agosto 1974 al luglio 1995);
- King Conan (55 numeri dal marzo 1989 al novembre 1998);
- Conan the Adventurer (14 numeri dal luglio 1994 al giugno 1995);
- Conan (11 numeri tra il 1995 e 1996);
- Conan the Savage (10 numeri tra il 1995 e 1996).

A queste si sono aggiunti svariati volumi tra one-shot e romanzi a fumetti, annuali, alcune miniserie e una serie di strisce per i quotidiani. Le ultime pubblicazioni Marvel risalgono al 2000.
Quasi tutte le storie giunsero in Italia e furono pubblicate su varie riviste dall'Editoriale Corno (Gli Albi dei Super-Eroi, con 13 albi dedicati al personaggio; Conan e Ka-Zar, pubblicato in 44 fascicoli; Conan, di cui uscirono 9 numeri), quindi da Comic Art (Conan il barbaro, che pubblicava storie tratte da Savage Sword of Conan e che dopo i primi 26 numeri diventò Conan La spada selvaggia e successivamente La spada selvaggia di Conan, perché nel frattempo era sorta un'altra testata del medesimo editore che pubblicava le storie tratte da Conan the Barbarian e da King Conan e che assunse il titolo Conan il barbaro) e infine da Marvel Italia, che prima proseguì le serie della Comic Art, quindi vi affiancò la collana Conan l'avventuriero (dove pubblicò le storie della breve serie Conan the Adventurer più alcuni numeri di Conan the Barbarian), lo speciale Conan chiaroscuro e alcune miniserie e one-shot pubblicati su più testate. Dall'aprile 2004 questo materiale è in corso di ristampa in volumi cartonati distribuiti nel solo circuito delle fumetterie da Panini Comics.
Sempre questo editore pubblicò, nella seconda metà degli anni novanta, tre speciali (due volumi di Conan il conquistatore e Conan speciale) con storie realizzate da giovani talenti italiani come Ade Capone o Alessandro Bocci. Quasi contemporaneamente, la Marvel Comics decise di fare un ultimo tentativo, producendo due ultime miniserie i cui disegni sono stati affidati ad altri altrettanti disegnatori italiani: Claudio Castellini e Stefano Raffaele.
Dal 2003 la serie a fumetti è pubblicata dalla Dark Horse realizzata da Kurt Busiek (testi) e Cary Nord (disegni) e pubblicati in Italia dalla Panini Comics.
Nel 2017 la casa editrice Hachette pubblica l'edizione integrale e cronologica in sessanta volumi contenente le serie Savage Tales e Savage Sword of Conan. Nel 2018, scaduti i diritti sul personaggio in Europa, l'editore francese Glénat iniziò la pubblicazione di fedeli adattamenti a fumetti delle storie di Howard, ripresentate in Italia dalle Edizioni Star Comics.
Nell'aprile 2018, il collettivo italiano Leviathan Labs annunciò un fumetto di Conan pubblicato dall'editore Weird Book, in uscita nel 2019. Nel 2021 la casa editrice spagnola Editorial DQ pubblica Conan de Cimmeria realizzato da Ángel García Nieto, Julio Rod e Esteban Navarro, contenente tre storie ambientate in tre diversi momenti della vita del personaggio. La Marvel ritorna ad avere i diritti per pubblicare i fumetti di Conan nel 2018, togliendoli alla Dark Horse. Nel 2019 esce una nuova serie regolare dal titolo Conan il Barbaro (il vol.3/terza serie per l'editore) che viene affidata a Jason Aaron per i testi con disegni di Mahmud Asrar e cover di Esad Ribic. Il nuovo periodo Marvel per il personaggio risulta però breve in quanto nel 2022 il detentore delle licenze sul personaggio, ovvero la Heroic Signatures vuole un maggiore controllo sul loro popolare personaggio di cui decide di pubblicare i fumetti in partnership con la Titan Comics. Il nuovo editor Matt Murray vuole riportare il personaggio alle radici tematiche, narrative, e condite dalla presenza di storie sia surreali sia estremamente crude e violente del cimmero così come erano state dal suo creatore. Inizialmente le redini della serie regolare sono affidate a Jim Zub (testi), a Roberto della Torre (disegni), Josè Villarubia (colori). Zub viene identificato come uno scrittore magistrale per il genere Sword and Sorcery mentre Roberto della Torre viene proclamato «un maestro moderno quando si tratta di disegnare fumetti di eroi pulp». Per quanto riguarda Matt Murray e la direzione creativa della rivista afferma: «Ci atteniamo alle opere originali di Howard. La sua è una essenziale “escapist fiction”. La sua prosa pulp e irriverente non era presente nel suo tempo ma è lui che ne pone gli standard per un'intera epoca (e genere)… Siamo speranzosi di riportare il personaggio a storie eccitanti, terrificanti, mistiche, terrificanti».
| Titolo                                          | Editore       | Uscite    | Anni      |
| ----------------------------------------------- | ------------- | --------- | --------- |
| Conan the Barbarian                             | Marvel        | nn. 1–275 | 1970–1993 |
| Savage Tales                                    | Marvel        | nn. 1–5   | 1971–1975 |
| Savage Sword of Conan                           | Marvel        | nn. 1–235 | 1974–1995 |
| Giant-Size Conan                                | Marvel        | nn. 1–5   | 1974–1975 |
| King Conan                                      | Marvel        | nn. 1–19  | 1980–1989 |
| Conan the King È stato rinominato da King Conan | Marvel        | nn. 20–55 | 1984–1989 |
| Conan the Adventurer                            | Marvel        | nn. 1–14  | 1994–1995 |
| Conan the Savage                                | Marvel        | nn. 1–10  | 1995–1996 |
| Conan                                           | Marvel        | nn. 1–11  | 1995–1996 |
| Conan                                           | Dark Horse    | nn. 0–50  | 2003–2008 |
| Conan the Cimmerian                             | Dark Horse    | nn. 0–25  | 2008–2010 |
| Conan: Road of Kings                            | Dark Horse    | nn. 1–12  | 2010–2012 |
| Conan the Barbarian                             | Dark Horse    | nn. 1–25  | 2012–2014 |
| Conan the Avenger                               | Dark Horse    | nn. 1–25  | 2014–2016 |
| Conan the Slayer                                | Dark Horse    | nn. 1–12  | 2016–2017 |
| Conan the Barbarian (Vol.3)                     | Marvel Comics | nn.1-25   | 2019-2021 |

### Televisione
- Conan the Adventurer (1997), interpretata da Ralf Möller e Danny Woodburn. Composta da 22 episodi, in uno di essi, Red Sonja, appare il personaggio della guerriera, interpretata da Angelica Bridges, eroina della serie parallela alla saga di Conan. Nonostante le similitudini, questa serie sviluppa una trama autonoma dagli antecedenti film.
- Conan (Conan The Adventurer) (1992), serie televisiva a cartoni animati; trasmessa in Italia verso la prima metà degli anni novanta, si compone di 64 episodi. La serie, pur riprendendo alcune idee presenti nei romanzi, per il tipo di temi presentati, è pensata per un target di età inferiore rispetto a quello dei romanzi e dei film cinematografici.

### Videogiochi
Diversi videogiochi sono stati basati con licenza ufficiale su Conan:
- Conan: Hall of Volta (1984), per Commodore 64, Apple II, Atari 8-bit
- Conan the Cimmerian (1991), per Amiga, MS-DOS
- Conan: The Mysteries of Time (1991), versione per Nintendo Entertainment System di Myth: History in the Making
- Conan (2004), per PlayStation 2, Xbox, Gamecube, Windows.
- Conan (2007), per PlayStation 3 e Xbox 360.
- Age of Conan: Hyborian Adventures (2008), un MMORPG per Windows ambientato nel mondo di Conan. Una versione per XBOX è stata annunciata, ma successivamente cancellata.
- Conan Exiles (2018), per Playstation 4, Xbox One e Windows.
- Mortal Kombat 1 DLC (2024), per Playstation 5, Xbox Series X/S, Nintendo Switch e Windows, farà parte dell'espansione di gioco Khaos Reigns dal 21 gennaio 2025. Nel suo finale, Conan viene spedito nel Regno Esterno per affrontare, insieme a terrestri ed esterni, Yag-Kosha, che stava minacciando la loro linea temporale. Conan, trovandosi bene in quell'universo, decise di rimanervi, divenendo leggenda. Questo finale è particolare, in quanto Conan non spiega direttamente la sua storia, ma è un personaggio noto come il Mago a narrare la vicenda, mentre per tutti gli altri finali sono i personaggi a parlare in prima persona.

### Giochi di ruolo
Esistono diversi giochi di ruolo basati ufficialmente sul mondo di Conan:
- Una serie di avventure pubblicate dalla TSR per la prima edizione di Advanced Dungeons & Dragons.
- Conan Role-Playing Game: un regolamento di gioco a sé stante sempre pubblicato dalla TSR (che usava una versione ridotta e semplificata di D&D).
- GURPS Conan: pubblicato dalla Steve Jackson Games, un supplemento per il gioco di ruolo generico GURPS. Oltre al manuale base furono pubblicate anche alcune avventure aggiuntive (GURPS Conan and the Queen of the Black Coast, GURPS Conan: Beyond Thunder River, GURPS Conan: Moon of Blood, GURPS Conan: The Wyrmslayer). Il manuale base fu anche tradotto in italiano a cura della DAS.
- Conan il gioco di ruolo: pubblicato dalla Mongoose Publishing, oltre al manuale base (che usa una variante Open Gaming License del d20 system) sono stati pubblicati numerosi supplementi che approfondiscono le località geografiche, la magia e tutte le altre classi. Il manuale base è basato in maniera praticamente esclusiva sul materiale canonico di Howard, mentre per forza di cose per gli altri manuali gli autori si sono dovuti basare sulle opere dei vari imitatori e collaboratori postumi (in genere però citando la fonte del materiale).[13]. Nel luglio 2006 è stata pubblicata la traduzione italiana da Stratelibri e Wyrd.[14]
- Conan: Avventure in un’era al di là di ogni immaginazione: pubblicato dalla Modiphius che utilizza il 2d20 system, edito in italia dalla Wyrd edizioni.[15]

### Giochi da tavolo
Il 6 marzo del 2009 è stato pubblicato il gioco da tavolo L'Era di Conan di Francesco Nepitello, Marco Maggi e Roberto Di Meglio, edito dall'italiana Nexus Editrice in collaborazione con la Fantasy Flight Games e distribuito in tutto il mondo.
La casa produttrice francese Monolith Board Games SARL ha pubblicato nel 2016, dopo una campagna kickstater di grande successo, il gioco da tavolo Conan, ispirato agli scritti di Robert E. Howard, che è stato successivamente espanso con altre campagne kickstarter.